# Рей Уилсън
Рей Уилсън (на английски: Ray Wilson) е шотландски музикант, известен като вокалист на гръндж групите Стайлтскин и Дженезис през 1996 – 1998.
Уилсън започва в група наречена Гарънтийд Пюър в началото на 1990. Те издават един албум, озаглавен Swing Your Bag. След това той се присъединява към Стайлтскин; и издават един албум, който достига до номер едно във Великобритания със сингъла „Inside“.
Най-голяма популярност придобива, като вокалист на Дженезис (1996 – 1998), след като Фил Колинс официално се разделя с групата през март 1996. Останалите членове на Дженезис Тони Банкс и Майк Ръдърфорд получават компактдиск на албума Stiltskin The Mind's Eye от мениджъри на Virgin Records. Те се впечатляват от вокалните способности на Уилсън и техният мениджър, Тони Смит, му се обадя за прослушване. Уилсън е официално обявен за новия вокалист на Дженезис в началото на юни 1997. Единственият им албум с Уилсън е, ...Calling All Stations... излиза през септември и влиза в топ 10 в целия свят, с изключение на САЩ когато достига #54 в Билборд. Дженезис правят турне е Европа през зимата и пролетта на 1998 г., но в Америка турнето е отменено поради ниските продажби на билети. След търговския провал на албума, групата съобщава, че се оттегля за известно време, а Уилсън напуска.
Рей Уилсън продължава със солов проект, наречен Cut за да издаде Millionairhead. Той е преиздаден през 2007 г. с включени три допълнителни песни.
През 2003 г. той издава самостоятелен албум под свое име, озаглавен Change. На следващата година издава още един студиен албум озаглавен The Next Best Thing, който включва кавър на „Inside“. През 2006 г. той издава още един албум със Стайлтскин.

## Дискография

### Соло албуми
- 2001 Unplugged (renamed Live and Acoustic)
- 2003 Change – #88 Германия
  - „Change“ (сингъл)
  - „Goodbye Baby Blue“ (сингъл)
- 2004 The Next Best Thing
  - „These Are The Changes“ (сингъл)
- 2005 Ray Wilson Live
- 2006 An Audience and Ray Wilson
- 2008 Propaganda Man
- 2009 Genesis Klassik: Ray Wilson and the Berlin Symphony Ensemble live in Berlin

### С Гарънтийд Пюър
Swing Your Bag

### С Дженезис
- 1997 Calling All Stations – #2 Великобритания, #54 САЩ

### Със Стайлтскин
- 1994 The Mind's Eye
- 2006 She
- 2007 Stiltskin Live
- 2011 Stiltskin 3

### С Кът_
- 1999'Millionairhead
- 2007 Millionairhead (Преиздаден)

### В други сътрудничества
- 2000 „Big City Nights“ (със Скорпиънс за Moment of Glory)
- 2003 „Good Time Love“ (с Аманда Лион)
- 2003 „Yet Another Day“ (с Армин ван Бюрен)
- 2005 „Gypsy“ (с Армин ван Бюрен)
- 2005 „Roses“ (с RPWL)